# 牧尚春
牧 尚春（まき ひさはる/なおはる）は戦国時代から安土桃山時代にかけての美作国の武将。

## 美作牧氏概要
美作牧氏は自家の系図に寄れば桓武平氏維茂流城氏の流れを汲む一族であるという。牧一族の事績に関してはほとんど謎であり、いつから美作三浦氏の重臣として仕えていたかも定かではなく書状などで名前が挙がるのも戦国時代に入ってからのことである。ただ、戦国時代の尚春と近親の一門との関係は多少の誤差はあるものの概ね記述は一致している。
```
・美作古簡集註解を元にした系図　　　　　　　　　　　　　・新訂作陽誌系図

　 ━尚春┳
菅兵衛
━
清冬
　　　　　　 　 　 　　　　　　　  ┳尚春　━
菅兵衛
━
清冬

　 　 　 ┃　　　┏藤介　　　　　　　　　　　 　 　 　 　 ┃　　　┏藤介
　 　 　 ┣
河内守
╋藤蔵　　　　　　 　 　　　 　　　　 　 ┣
河内守
╋藤蔵
　 　 　 ┃　　　┗
左馬助
　　　 　 　　　　　　 　　　　  ┃　　　┗
左馬助

　 　 　 ┗
国信
　━信正　　　　　　 　 　 　　　　　　　　┗
国信
　━信正
```

この系図の他にも牧尚春の孫に牧図書助の存在が確認されており、江戸時代には津和野藩亀井氏の家老となった。

## 生涯

### 息子の死
前半生については記録が残っておらず、後世の系図でも父親の名前すら定かではない。文書の初出は遅く、息子の菅兵衛が天文16年（1547年）に備中国呰部で尼子晴久との戦の中で戦死し、その子幸松（のちの牧清冬）に三浦貞久が跡職を安堵したという旨の書状より更に後なので、息子や孫よりも記録に登場するのは遅い。
天正20年（1551年）12月16日、牧尚春が尼子氏に対して行なっていた才五郎殿（貞久の子、後の三浦貞広）の本領安堵の訴えに対して尼子誠久と牛尾幸清が大河原貞尚（三浦貞久の弟）に書状を送り、才五郎の高田庄などの支配を認めたという旨の書状が尚春の名の初出である。この書状は貞久の死後、美作を抑えた尼子氏に臣従を余儀なくされた三浦氏の後継、才五郎の側近である尚春が貞久の遺領高田庄の安堵を求めた訴えを尼子側が認めたという物である。

### 尼子臣従時代
天文23年（1554年）、尼子家中において三浦貞広の高田支配を容認していた尼子誠久が新宮党粛清で死亡すると、尼子晴久は高田周辺の直轄支配に乗り出し、代官として宇山誠明が配置された。これに対して不満を鬱積させた一部の三浦家臣団は永禄2年（1559年）に牧河内守・金田弘久らが三浦貞勝（貞広弟）を擁立して挙兵し、宇山らから高田城を奪い独立したが、三浦貞広・牧尚春・大河原貞尚らはこの挙兵に加わらず尼子との同盟関係を維持したという。
その後、尼子晴久の跡を継いだ尼子義久が毛利元就との争いで劣勢となり美作国における力が衰退し始めると義久は尚春に対して、美作国での戦いの働き次第では宇山誠久（誠明の後任か）の領を他に移して三浦貞広の高田への復帰を認める旨を通達した。この時、貞広と尚春は出雲国で義久の元に置かれていたが、戦局の悪化によって高田の直轄支配を断念してでも彼らを美作に派兵するという判断に至ったようである。

### 美作復帰
永禄7年（1564年）12月、三浦貞勝は三村家親の調略に掛かった金田氏の裏切りによって自害に追い込まれた。永禄8年（1565年）8月の時点で尚春は美作の原田（現岡山県久米郡美咲町原田）に在中しており、尼子義久はこれを謝して「晴久契約之地」を貞広に安堵し尼子氏公認での高田復帰が叶う事となった。同年10月頃には尚春は旧領回復を実現させたようで、三浦貞広や大河原貞尚も美作へと入って政務に取り組んでいる。
その後も尼子への臣従関係は続いており、永禄9年（1566年）2月に尚春が寺社を建立しようと時も義久に伺いを立てており、義久は建立を認めると同時に段銭の免除も約束した書状が残っているが、同年中に尼子氏は第二次月山富田城の戦いで存亡の危機に立たされており、美作方面への支配力は既に無くなっていた。そのため、三浦氏は当時美作南部に勢力を広げていた浦上宗景へと接近し、同年8月には宗景の計らいで貞広の所領は安堵された。この頃から実質的に浦上麾下の勢力となっており、牧一族と見られる牧左介に宗景が送った感状なども残る。その後も浦上麾下の勢力として毛利氏の美作侵攻に抵抗して毛利方に属す中村頼宗などと争っていたが、永禄11年（1568年）2月に毛利軍の足立信泰・宇山久信らの攻撃によって三浦貞盛が自害に追い込まれ、高田城も降伏開城させられた上で毛利軍に奪われた。毛利軍は城代を足立信泰とし、香川光景・長就連らを増員して高田の守りとした。

### 高田城回復
三浦氏は高田城を始めとして領地を失い多くの家臣が失領したが、貞広自身はまだ「月田惣領分」（現真庭市月田）に所領を持っており、永禄12年（1569年）6月に忠心に報いて牧清冬に所領を宛がうなどしている。その後、牢人を集めて同年7月に三浦家臣は牧清冬・玉串監物らが中心となって兵を集め、これに芦田正家などが加わり、更には備前から宇喜多直家の家臣の長船貞親・沼本房家・岡信濃守らが参戦して高田城を攻囲した。だが、宇喜多勢はこの時浦上宗景との抗争も抱えていて不安定な立場であり程なくして撤退、美作の牢人衆のみで高田城攻囲を継続した。その後、9月から10月頃には宇喜多直家が浦上宗景に再び臣従し、同年10月には出雲国から尼子勝久率いる尼子再興軍の山中幸盛、浦上軍から岡本・長船・明石・斉藤らの援軍が再び参戦し高田城を囲んで攻勢を強め、永禄13年（1570年）にはついに足立や香川を追い三浦貞広が旧領復帰を果たし、三浦軍はその後も寺畑城など高田城の支城群を回復し同年中に一定の勢力を取り戻す事に成功する。
高田回復後の三浦家政の中心に立ったのが尚春であり、外交においては毛利と対抗するために新たに大友宗麟と同盟を結んで宗麟や家臣の浦上宗鉄・志賀鑑信らと盛んに書状を交わし、内政でも元亀2年（1571年）12月に浦上宗景が三浦氏の所領に段銭を貸す事を決めた時にも宛先は貞広ではなく尚春であった。元亀3年（1572年）には毛利氏より離反した村上武吉率いる能島水軍とも同盟を結び島吉利と浦上や尼子再興軍の動向について書状を交わし、大友宗麟にも馬などを献上する一方で中国地方の動向を事細かに報告し有事の際の協力を求め、大友方から「門司・赤間関出兵」の確約を引き出している。天正元年（1573年）には軍事では山中幸盛の因幡国侵攻に兵を派遣して協力し、外交では大友宗麟・義統親子に硯を送り、純金・煙硝の進呈を受けた。

### 美作三浦氏滅亡
天正2年（1574年）に宇喜多直家が毛利輝元を後盾として浦上宗景と対立し、4月に天神山城の戦いが開戦すると美作三浦氏はすぐさま牧清冬が浦上宗景に協力する旨を伝えた。しかしながら、直家の行動はそれに先んじており、既に3月の時点で美作南部の沼本・菅納・原田などの諸氏を寝返らせ、美作岩屋城の芦田正家を追放して家臣の浜口家職に制圧させており、既に備前と美作の連絡路は閉ざされていたため、有効な連携策は取れずにいた。ただ、軍事的には動けなかったが外交面では水面下で動いており、宇喜多直家と敵対していた三村元親が毛利氏と直家が勝手に同盟した事に強い不快感を持っていた事を知った尚春が分断工作を仕掛けて11月頃には三村元親を毛利氏から離反させることに成功した。翌天正3年（1575年）には大友宗麟から再び純金を受け激励され、2月には志賀鑑信から近く赤間口へ田原親宏・親賢ら豊後・筑前の諸氏を送るという事を約した書状を受け取った。
しかし、実際に大友の軍勢が毛利を攻撃することはなく、同年6月には備中兵乱を鎮圧した毛利氏は三浦領に侵攻し始め、同年9月には宇喜多直家によって浦上宗景最後の拠点であった天神山城が陥落し、三浦貞広も牧清冬から宇喜多家臣の江原久清を通じて宇喜多直家に毛利への降伏の周旋を申し入れ、9月11日に本拠高田城を明け渡し投降。高田城は三浦氏には安堵されず毛利家臣の楢崎元兼が城代として入ることとなり、貞広は一度は毛利氏に身柄を送られたが、やがて宇喜多氏預かりとなり、美作三浦氏は勢力として滅亡した。

### その後の尚春
三浦貞広が宇喜多氏預りとなり、牧一族も宇喜多に仕える事になった人間は多かったが尚春は宇喜多には臣従していなかったようであり、天正5年（1577年）に織田信長が羽柴秀吉の西国派遣を決めた時は中島隆重と共に中国地方の案内役を務める予定であったが、天正6年（1578年）に播磨国で三木合戦が起こったことで秀吉の西国派遣も白紙となった。
これが文書で確認できる最後の記録であり、いつ没したかなどは定かではない。

## 生年の推定
『作陽誌』によれば牧尚春は寺畑城陥落の際に小早川隆景に捕縛されたが、古希（数えで70歳）ながら最後まで戦った尚春に敬意を表してすぐに釈放されたという。 作陽誌の記述では年代に言及はないが、2004年刊行の 『久世町史 資料編第１巻』では天正3年（1575年）の事であると推測しており、これは信じるなら生年は永正3年（1506年）となる。
一方で、『新編吉備叢書』では寺畑城が陥落して毛利軍に捕縛されたのは宇喜多直家と毛利輝元が争っていた天正8年（1580年）の戦であるとしており、この時齢80であったとしているので、逆算すると生年は明応10年（1501年）となる。毛利軍の美作侵攻は天正3年（1575年）にも天正8年（1580年）にも萩藩閥閲録などで確認が取れるのでどちらが正しいかは不明だがいずれにせよ、天正年間中に相当の老齢であった事は確かなようである。